# Sphex latilobus
Sphex latilobus  (лат.) — вид роющих ос (Sphecidae). Австралия.

## Распространение
Австралия (Западная Австралия).

## Описание
Роющие осы крупного размера: длина тела около 2 см (самцы от 18 до 24 мм; самки не обнаружены). Основная окраска тела чёрная (оранжевые частично жвалы и клипеус и частично передние и средние ноги). От сходных видов отличается комбинацией следующих признаков: оранжевыми краями клипеуса, видимыми частями 8-го метасомального стернита, модифицированными в виде двух полностью разделённых лопастей. Скутеллюм выпуклый, жилки крыла коричневые. Предположительно, как и другие члены рода Sphex своих личинок выкармливают парализованными насекомыми (ловят прямокрылых насекомых) и гнездятся в земле. Вид был впервые описан в 2015 году немецкими энтомологами Т. Дорфелем (Thorleif H. Dörfel) и М. Олем (Michael Ohl, Museum für Naturkunde, Берлин, Германия).